# AC Ace

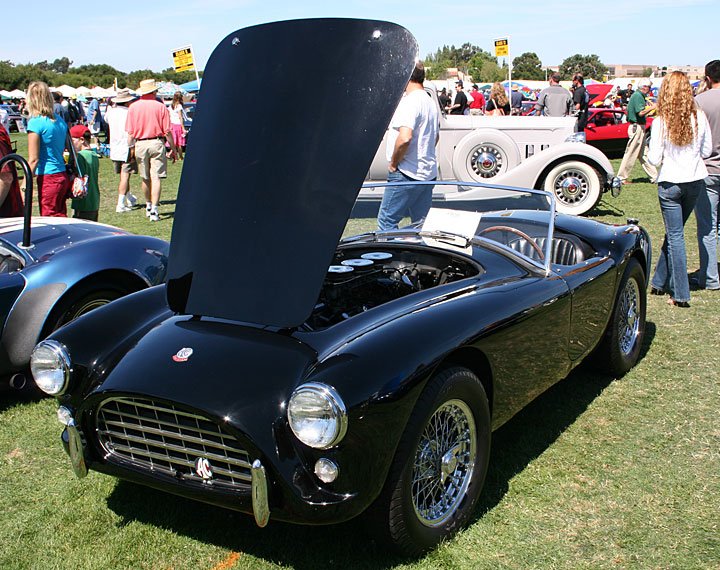
AC Ace.

El AC Ace es un automóvil deportivo descapotable de depuradas líneas, producido por la empresa de automóviles inglesa AC Cars entre 1953 y 1962.

## Historia
AC regresó al mercado después de la Segunda Guerra Mundial con la gama de automóviles de 2 litros en 1947, pero fue con el coche deportivo Ace de 1953 que la compañía realmente hizo su reputación en los años de la posguerra. AC consideró un diseño de John Tojeiro excepcionalmente bonito, que utilizaba una estructura tubular muy ligera, con suspensión independiente en las cuatro ruedas a base de semiballestas y carrocería abierta de aleación de dos plazas, claramente inspirado en el Ferrari Barchetta.
El coche compitió en las 24 Horas de Le Mans en 1957 y 1958.
Cuando en 1961 cesó la producción del motor Bristol de 6 cilindros que utilizaba el Ace, el propietario de AC, Charles Hurlock, recibió la propuesta de Carroll Shelby de emplear un motor Ford V8 sobre el mismo chasis. Así nació el AC Cobra, que se comenzó a fabricar en 1962. La producción del Ace terminó en ese mismo año de 1962.

## Imágenes
|  |  |